# Шкив

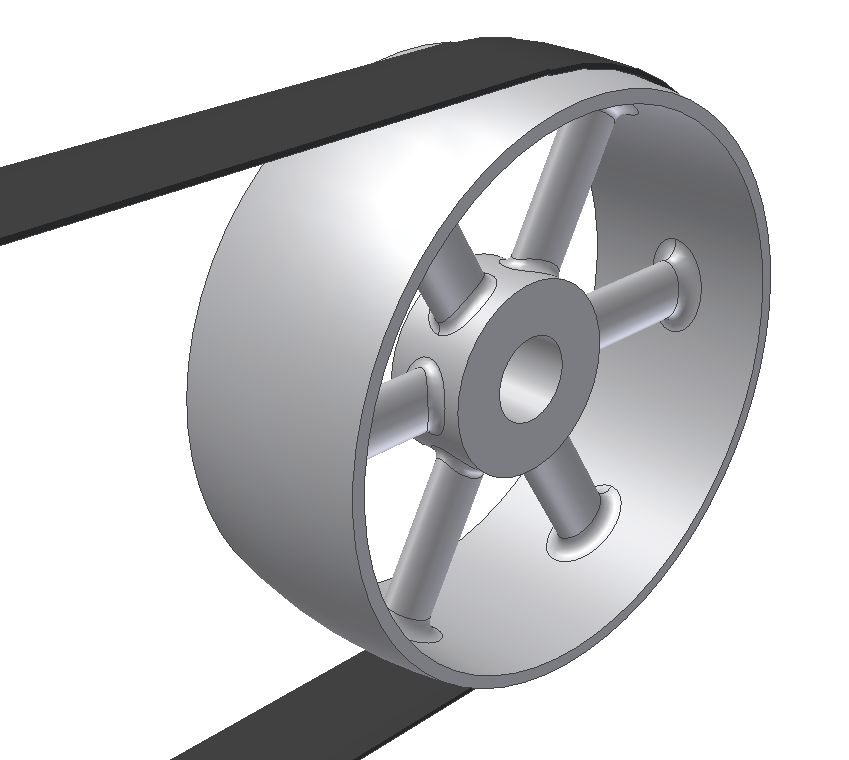
Шкив для плоского ремня

Шкив (нидерл. schijf, англ. sheave) — фрикционное колесо с жёлобом или ободом по окружности, которое передаёт движение приводному ремню или канату.
В отличие от блока, шкив передаёт момент с вала на ремень (либо с ремня на вал); блок же вращается на оси свободно и обеспечивает исключительно изменение направления движения ремня или каната. Система из двух закреплённых на валах шкивов, между которыми находится кольцевой ремень, называется ремённой передачей.

## Типология и нормативная база
Указанное различие между шкивом и блоком по передаче или отсутствию передачи крутящего момента на вал носит функциональный характер. По конструкции и с технологической точки зрения блоки и шкивы одинаковы и часто называются общим термином шкив. (Аналогично вал и ось функционально отличаются по передаче момента, а конструктивно одинаковы).
Классификатор ЕСКД «Классификатор изделий и КД машиностроения и приборостроения» относит шкивы к 71 классу общемашиностроительных деталей — тела вращения.
В Российской Федерации требования к шкивам регламентируются:
- ГОСТ 20889-88. Шкивы для приводных клиновых ремней нормальных сечений. Общие технические условия[3]
- ГОСТ Р 50640-94. Шкивы приводных ременных передач. Общие технические требования.[4]
- ГОСТ Р 50641-94. Шкивы с канавками для обычных и узких клиновых ремней. Система, основанная на исходной ширине.[5]
- ГОСТ 5813-2015 Ремни вентиляторные клиновые и шкивы для двигателей автомобилей, тракторов и комбайнов. Технические требования и методы испытаний.[6]

Также на них действуют общие требования к продукции машиностроения.

## Конструкция
В шкивах можно выделить ступичный узел, диск (для цельных) или спицы (для составных шкивов) и обод. Углубление в ободе называют ручьём ремня. Обод может иметь реборды.
Шкивы в зависимости от конструкции могут выполняться:
- цельными;
- составными.

Составные шкивы при клиновой форме ручья могут служить для регулировки натяжения ремня (удалением дисков или накручиванием резьбы в половинках диска).
Особым видом составного клинового шкива является вариаторный шкив — у него управление сечением ручья позволяет бесступенчато изменять передаточное отношение передачи. Управление сечением ручья может быть механическим, гидравлическим, электромагнитным. Такие ременные вариаторы широко распространены у мопедов.
По технологии изготовления:
- литые;
- кованные;
- штампованные;
- полученные механической обработкой;
- полученные 3D-печатью.

По форме обода:
- гладкие (по форме ручья):
  - плоские[9];
  - клиновые[10];
  - поликлиновые[10];
  - круглые.
- зубчатые (по форме зуба):
  - прямозубые;
  - трапециевидные;
  - полукруглые;
  - эвольвентные.

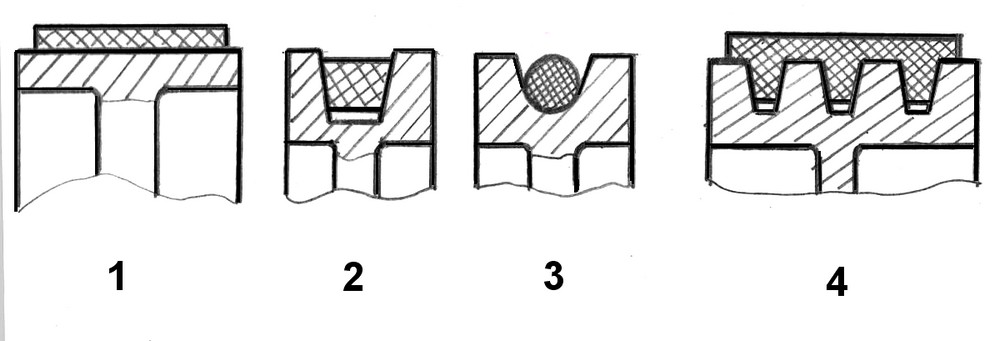
Форма обода шкива (ручей): 1 - плоский, 2 - клиновой, 3 - полукруглый, 4 - поликлиновой.
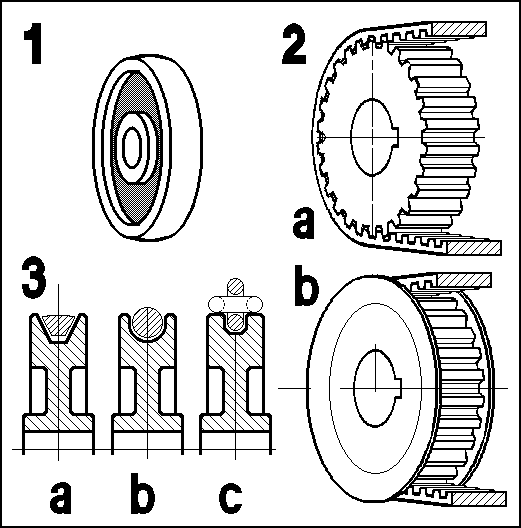
Гладкие шкивы (1 - плоский, 3а - клиновой, 3b - полукруглый, 3c - цепной) и зубчатые шкивы (2a - зубчатый, 2b - зубчатый с ребордами).
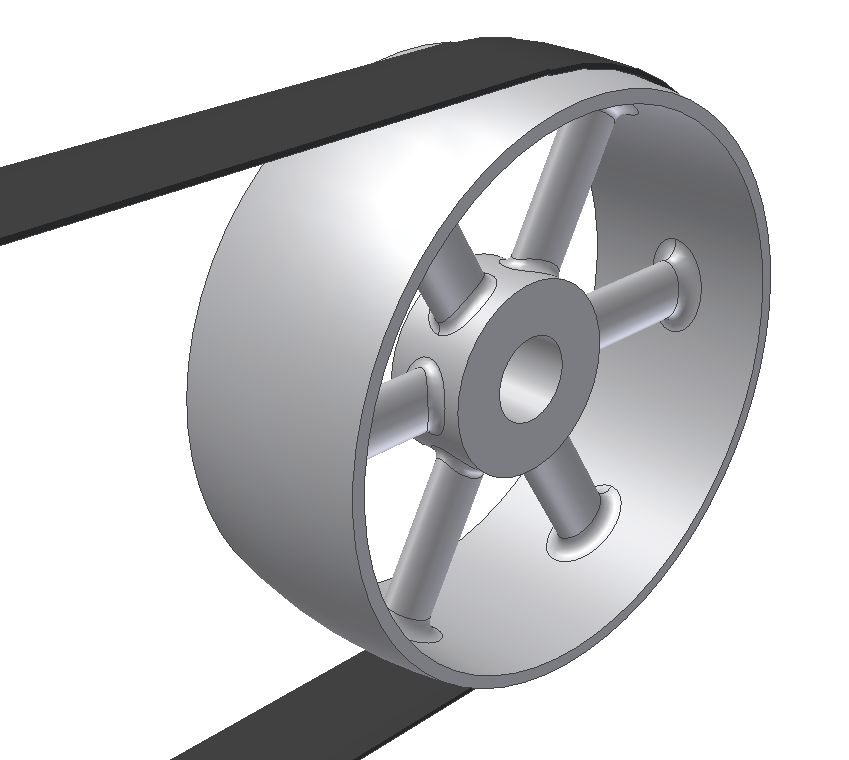
Плоский литой шкив с выпуклым ободом
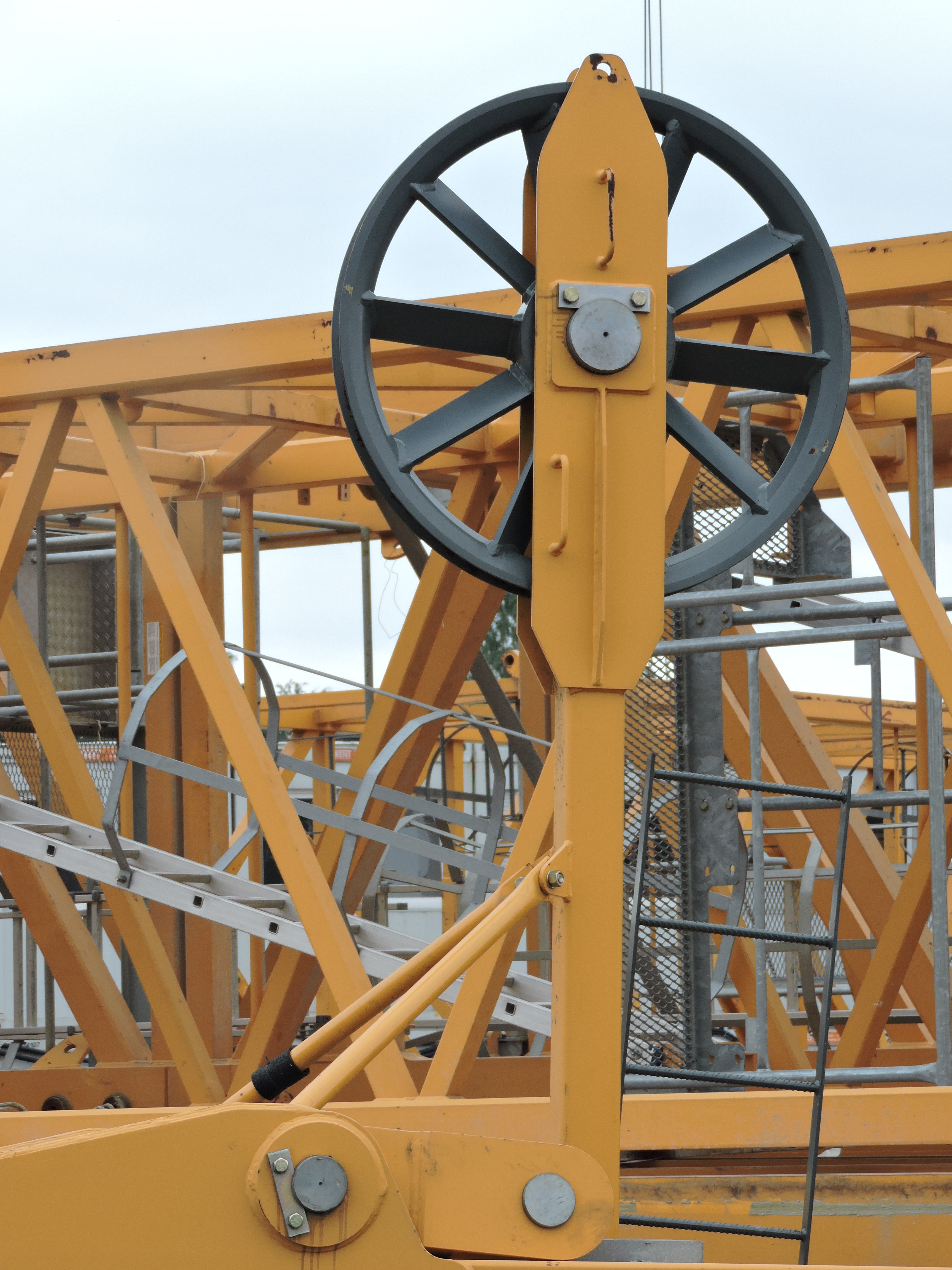
Составной штамповано-сварной шкив (выступает в роли блока, т.е. свободно вращается на оси)
Вариаторные клиноременные шкивы с управляемым сечением ручья

Гладкие шкивы используют для передачи вращательного момента без требований к кинематическому соответствию, поскольку им присуще проскальзывание.
Зубчатые шкивы применяют при требованиях к кинематическому соответствию (например, в газораспределительном механизме ДВС, в приводе головки принтера и т. д.).
По способу фиксации ступицы:
- по посадке с натягом;
- со шпонками;
- со шлицами.

## Материалы шкивов
Для стационарного оборудования в ременных передачах для шкивов продолжается использование классических недорогих материалов — серого СЧ и ковкого КЧ чугунов. Существенная масса деталей, как правило, тут не играет роли, поскольку массивные шкивы позволяют отказаться в механизме от маховика. Заменителем могут служить стальные штампованные шкивы. Для механизмов с переменной частотой вращения, для транспортных машин, где важно снижение массы и момента инерции используют шкивы из алюминиевых сплавов. И наконец, шкивы высокоответственных агрегатов могут выполняться из магния или титана.
В последнее время широко внедряются шкивы из пластмасс (например, капралон) с возможностью рециклинга, особенно в бытовой технике.

## Балансировка шкивов
Дисбаланс шкивов возникает на этапе изготовления как результат погрешностей формы, например при литье в земляные формы. В случае новых технологий высокоточного литья или штамповки он невелик, однако его влияние значительно для высокооборотных шкивов. Балансировка шкивов проводится на балансировочных станках. В отличие от карданных валов или пневматических колес в сборе, вместо установки балансировочных грузиков для шкивов ведется удаление материала путём высверливания группы отверстий в секторе дисбаланса.